# Habitatges del Congrés Eucarístic
Els Habitatges del Congrés Eucarístic són un polígon del barri del Congrés i els Indians de Barcelona, inclòs a l'Inventari del Patrimoni Arquitectònic de Catalunya. Es tracta d'un conjunt de 2.729 habitatges i 258 locals comercials, equipaments escolars, esportius i religiosos que conformen una petita ciutat que barreja illes tancades i obertes.

## Història
El maig del 1952 es va celebrar a Barcelona el XXXV Congrés Eucarístic Internacional, i aprofitant el seu èxit i superàvit econòmic, provinent principalment de donacions de diverses famílies burgeses a través de l'Asociación Católica de Dirigentes, el bisbe Gregorio Modrego es va proposar pal·liar la manca d'habitatge públic per l'onada massiva d'immigrants arribats a la ciutat. En aquest context, tingué lloc una gran promoció d'habitatges socials de propietat en règim de protecció en 16,5 ha de terreny de la masia de Can Ros o Ca l'Armera (actualment al carrer del Cardenal Tedeschini), adquirides a la família Ros i Ramis.
Va ser triat el projecte d'urbanització elaborat pels arquitectes Josep Soteras Mauri, Antoni Pineda i Carles Marqués, i el febrer del 1953, l'Ajuntament de Barcelona aprovà el Pla parcial d'ordenació del barri. Hi ha una àmplia avinguda central (carrer de Felip II), diverses places (l'eix central el formen les del Congrés Eucarístic i del Doctor Modrego) i zones verdes i d'esbarjo; un camp de futbol (avui eliminat i convertit en jardins), una pista de patinatge (actualment tancada); un teatre (seu de l'Associació de Veïns), etc. En els inicis, hi havia dues escoles: una de nens, tutelada pels Germans de la Salle, i la de nenes per les Teresianes, i actualment, totes dues són mixtes. El primer lliurament d'habitatges va ser realitzat l'any 1954, i la darrera illa de cases els anys 1967-1968.
La parròquia de Sant Pius X, que presideix la plaça del Congrés Eucarístic, ja estava prevista en el projecte, però no es va construir fins més tard, el 1963.

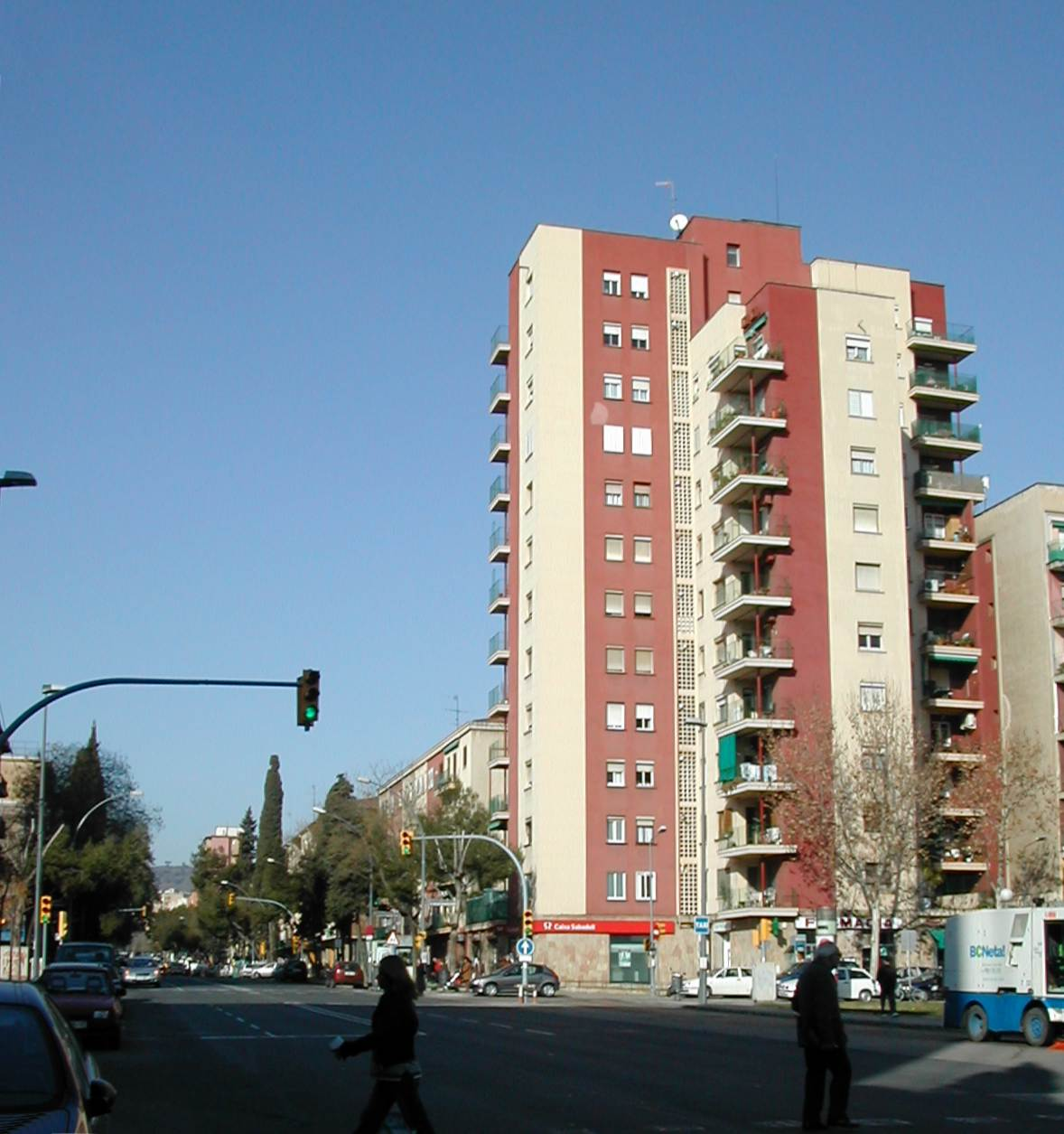
Carrer de Felip II cantonada amb la plaça del Congrés Eucarístic